# Hansadok

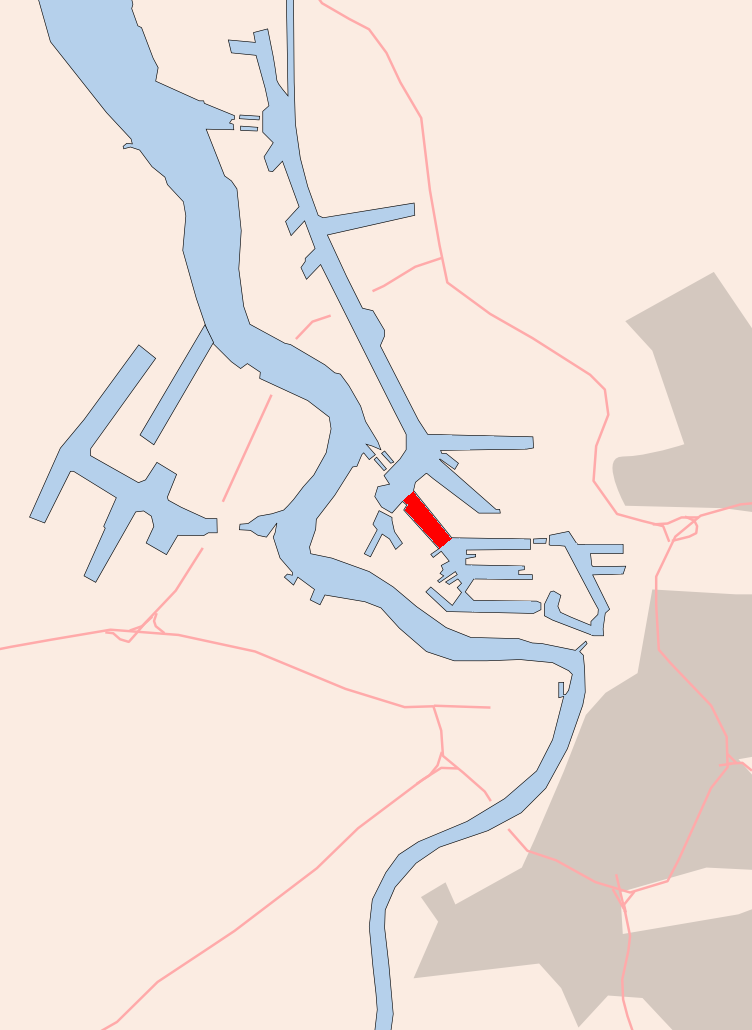
Locatie

Het Hansadok ligt in het noordwesten van Antwerpen en is eigenlijk een "open" dok, een doorgang- of doorvaartdok, dat verbinding geeft met het Kanaaldok B1, het Leopolddok, het Vierde Havendok en het Vijfde Havendok, dat ook een doorvaartdok is naar het Amerikadok en het Albertkanaal. Natuurlijk komen er hier schepen laden en lossen.
De Hansa, zoals het dok ook soms verkort genoemd wordt, is ongeveer 2000 meter lang, 401 meter breed en 7,75 meter diep. Het werd in 1928 gegraven. In 29 juli 1938 kreeg het zijn huidige naam.
Het Hansadok is aangelegd in 1928 en is dus veel ouder dan het Vijfde Haven- en het Industriedok die pas in 1960 zijn aangelegd. Bovenvernoemde dokken lagen er al, maar om een gemakkelijke doorgang te verkrijgen, en de toen grote omweg via Leopolddok en Albertdok te omzeilen, werd het Hansadok gegraven. De groter wordende zeeschepen moesten door de beide smalle wipbruggen van Wilmarsdonk- en Oosterweelbrug varen, waardoor, dikwijls met veel wind, grote manoeuvreerbaarheid werd vereist van de stadssleepboten en de dokloodsen. Tevens werden de zeeschepen breder en geladen dieper liggend. Weliswaar moeten de sleepbootkapiteins doen wat de loods vraagt, maar een verkeerde inschatting was gauw gebeurd. Daarom werd het dorp Oosterweel en zijn omliggende poldergrondgebied opgeofferd voor het Hansadok en het Vijfde Havendok.
Vanaf de zuidkant, gemeten vanaf nr 405, waar de hoek van de droogdokken van Antwerp Shiprepair Mercantile ligt, loopt de onpare nummering tot nr 421. Het Antwerp Shiprepair Mercantil heeft enkele nummeringen vanaf 403 - 403A en 403B. Deze droogdokken zijn voorzien voor grote zeeschepen voor herstelling, reiniging en schildering van de romp.
Het Shiprepair heeft 4 kleine droogdokken en 2 grotere droogdokken. In totaal 9 insteek- en droogdokken. Daartussen liggen 3 open insteekdokken voor reparaties boven de waterlijn en bovendeks.
Vroeger reden de eigele autobussen, net Amerikaanse schoolbussen, per shift op en aan. Nu rijdt bijna iedereen, mits kilometervergoeding naar de Mercantile of de andere havenbestemmingen, met de auto.
Ter hoogte van 405, aan de bocht van de Petroleumweg staat het gaarkeukenpand "Spek & Eieren". De Petroleumweg loopt vanaf de Scheldelaan richting Petroleumbrug en verderdoor naar de Kruisschans, waar de Van Cauwelaertsluis en de Boudewijnsluis liggen. Het etablissement "Spek & Eieren" was de bijeenkomstplaats, met gaarkeuken en cafétaria, voor havenarbeiders en andere havendiensten. Vroeger werd er altijd spek met eieren geserveerd tijdens de middagpauze. Het etablissement werd nadien gesloten, maar men speculeert om het terug te openen, waar iedereen er kan gaan eten en drinken, zoals aan het Pomphuis aan het Amerikadok en de geul van het Straatsburgdok.
Verderop dan nr 405 lag toen Hessenatie Neptunus, maar de loodsen zijn ontmanteld, omdat de terreinen, tot aan nummer 421 en hoek 423 naar de Petroleumbrug, zijn opgekocht door Esso en Total Fina Borealis. Vanaf de Petroleumweg ziet men recht op het havendok.
Vanaf de zuidkant van het Hansadok tot de Scheldelaan en voorts naar de Kruisschans, zijn alle terreinen door de olieraffinaderijen Esso, Total Fina Borealis en Fina Raffinaderij Antwerpen met grote ronde olietanks bezet. Over de Scheldelaan ligt de Schelde met een brede rietkraag langs de oever. De rode woonhuizen, ten zuiden van de Van Cauwelaertsluis gelegen, worden allen onteigend door Total Fina Raffinaderij. Zijn gaan er mettertijd olietanks plaatsen, na de afbraak van de woonwijk. Vlakbij staat de 80 meter hoge "vlampijp" die verbrandde oliegassen laat ontsnappen. 's Nachts kan het door het vuurschijnsel net dag zijn. Voor de aldaar enkele nog omwonenden, is er regelmatig het vuurgeronk van de uitlaatpijp te horen.
Voorbij nr 423 ligt de Petroleumbrug, met daarachter het Marshalldok, de petroleumhaven voor binnenvaart-tankschepen. Ten westen van de Petroleumbrug ligt het Petroleumdok voor tanker-zeeschepen.
Geheel de noordoostelijke pare nummeringskade, vanaf nr 232 tot 248 is de laad en loskade van de Stocatra met zijn hoge containerwalkranen.
Vroeger waren hier de kilometers lange transportbanden voor het laden en lossen van kolen, antraciet en cokes.
Vanaf nr 232 naar de overzijde aan nr 405, hangen de enige hoogspanningskabels boven de havendokken. Ze hangen op minimum 65 meter boven de vaarroute, om de zeevaart en vlotkranen, een vrije onderdoorgang te geven met hun hoge laadmasten en kraangieken.
Verder lopen de nummeringen naar het noordoosten rond, vanaf 250 tot 256 die met nr 300, op de punt, aansluiting geeft met het Zesde Havendok.
Rechtover deze zeer brede vaargeul liggen de Van Cauwelaert- en Boudewijnsluizen. Aan de zuidzijde van de sluizen liggen de lange laad- en lospieren van het Petroleumdok voor zeeschepen. Deze nummering loopt van 425 tot 441. Wederom zijn dezelfde veiligheidsnormen zoals in het Marshalldok van toepassing.
Op de Antwerpse rechteroever van de Schelde:
Albertdok · Amerikadok · Asiadok · Bevrijdingsdok · Bonapartedok · Churchilldok · Derde Havendok · Eerste Havendok · Graandok · Hansadok · Houtdok · Industriedok · Kanaaldok · 
Kattendijkdok · Kempisch dok · Kooldok · Leopolddok · Lobroekdok · Margueriedok · Marshalldok · Noordschippersdok · Petroleumdok · Sasdok · Schippersdok · Schuildok voor Lichters · Siberiadok · Steendok · Straatsburgdok · Suezdok · Tweede Havendok · Verbindingsdok · Vierde Havendok · Vijfde Havendok · Willemdok · Zesde Havendok · Zuiderdokken
Op de Oost-Vlaamse linkeroever van de Schelde:
Deurganckdok · Doeldok · Noordelijk Insteekdok · Saeftinghedok · Verrebroekdok · Vrasenedok · Waaslandkanaal · Zuidelijk Insteekdok